# Хејган (Џорџија)
Хејган (Џорџија) (енгл. Hagan) град је у америчкој савезној држави Џорџија. По попису становништва из 2010. у њему је живело 996 становника.

## Демографија
Према попису становништва из 2010. у граду је живело 996 становника, што је 98 (10,9%) становника више него 2000. године.
| Група             | 2000.       | 2010.       |
| Белци             | 573 (63,8%) | 584 (58,6%) |
| Афроамериканци    | 269 (30,0%) | 258 (25,9%) |
| Азијати           | 8 (0,9%)    | 17 (1,7%)   |
| Хиспаноамериканци | 45 (5,0%)   | 126 (12,7%) |
| Укупно            | 898         | 996         |